# Westdeutsche Gesellschaft für Familienkunde
Die Westdeutsche Gesellschaft für Familienkunde e. V. (WGfF) wurde 1913 in Köln gegründet und ist mit über 2400 Mitgliedern die größte regionale genealogische Vereinigung in Deutschland. Sitz des Vereins ist Köln.

## Vereinszweck
Das in der Satzung festgeschriebene Ziel des Vereins ist die „Förderung von Wissenschaft und Forschung in genealogischer und familienkundlicher Hinsicht“. Dieses Ziel wird insbesondere verfolgt durch die Veröffentlichung von Quellen, Hilfsmitteln und Studien zu genealogischen Themen und die Erarbeitung von Ortsfamilienbüchern.

## Arbeitsgebiet
Das Arbeitsgebiet umfasste ursprünglich die gesamte damalige preußische Rheinprovinz; heute ist es beschränkt etwa auf die Regierungsbezirke Düsseldorf und Köln (Nordrhein-Westfalen) sowie die ehemaligen Regierungsbezirke Koblenz und Trier (Rheinland-Pfalz). Der Verein unterhält in seinem Arbeitsgebiet mehrere regionale Forschungsstellen, die so genannten „Bezirksgruppen“ (BG), in denen vor Ort regelmäßig Mitgliedertreffen mit Vorträgen, Exkursionen und Ausstellungen durchgeführt werden. Standorte der zwölf Bezirksgruppen sind Krefeld, Duisburg („BG Ruhr“), Mönchengladbach, Düsseldorf, Wuppertal („BG Bergisches Land“), Aachen, Köln, Gummersbach („BG Oberberg-Mark“), Bonn, Trier, Koblenz („BG Mittelrhein“) und Weinsheim („BG Nahe-Rhein-Hunsrück“).

## Organisation
Organe der Gesellschaft sind der Vorstand, die Mitgliederversammlung und der Beirat. Vertretungsberechtigt sind der Vorsitzende, derzeit Oliver von Vorst, und die Schatzmeisterin, derzeit Beate Busch-Schirm (Stand: Mai 2024).

## Geschichte
Die Westdeutsche Gesellschaft für Familienkunde wurde am 12. März 1913 in Köln gegründet. Die Gesellschaft beteiligte sich sowohl 1924 an der Gründung der Arbeitsgemeinschaft deutscher familien- und wappenkundlicher Vereine, als auch 1949 an der Wiedergründung des Dachverbands als Deutsche Arbeitsgemeinschaft genealogischer Verbände (DAGV). Den Deutschen Genealogentag richtete die Gesellschaft 1977, 1984 und 1989 aus. Im Jahr 2011 erklärte die WGfF ihren Austritt aus dem Dachverband DAGV.

## Publikationen
Die Gesellschaft gibt regelmäßig ein genealogisches Mitteilungsblatt heraus. Einzelne Bezirksgruppen veröffentlichen ergänzend eigene genealogische Mitteilungsblätter, so beispielsweise die Bezirksgruppe Bonn das genealogische Mitteilungsblatt Die Laterne oder Aachen die AGI.

## Oidtman-Medaille
Seit 1963 vergibt die WGfF für besondere Verdienste um die rheinländische Genealogie die nach dem Generalleutnant, bedeutendem Genealogen und ersten Ehrenvorsitzenden der WGfF, Ernst von Oidtman, benannte Oidtman-Medaille.